# Stepan Kubiv
Stepan Ivanovič Kubiv (ukrajinsky Степан Іванович Кубів; * 19. března 1962, Ternopilská oblast) je ukrajinský ekonom a politik. V letech 2016–2019 působil jako první místopředseda vlády Ukrajiny a zároveň jako ministr hospodářského rozvoje a obchodu ve vládě Volodymyra Hrojsmana. Předtím v roce 2014 byl guvernérem centrální banky Ukrajiny. Guvernérem centrální banky se stal v únoru 2014 v době protestů Euromajdanu poté, co byl svržen prezident Viktor Janukovič.